# Ernst von Glasersfeld
Ernst von Glasersfeld (sinh ngày 8 tháng 3 năm 1917 tại Munich, mất ngày 12 tháng 11 năm 2010 tại Leverett, quận Franklin, Massachusetts) là nhà triết học và giáo sư nổi tiếng của khoa tâm lý học tại trường đại học Geogria (viện nghiên cứu khoa học lý luận), và tại trường đại học Massachusetts Amherst. Ông là thành viên trong hội đồng quản trị của tổ chức điều khiển học của xã hội Mỹ. Tại đây, ông được nhận bằng tưởng niệm McCulloch năm 1991. Ông cũng là thành viên hội dồng khoa học của học viện Piaget tại Lisbon.